# Anacampserotaceae
Az Anacampserotaceae a szegfűvirágúak (Caryophyllales) rendjének egy családja. Leírása a Taxon tudományos szaklap 2010. februári számában jelent meg. Urs Eggli és Reto Nyffeler írta le, miután feltárták a szegfűvirágúak Portulacineae alrendjének polifiletikusságát. Az új család leírását molekuláris genetikai és morfológiai adatokra alapozták. A család három nemzetségét – Anacampseros, Grahamia és Talinopsis – azelőtt a porcsinfélék (Portulacaceae) közé sorolták. A családot a 2009-ben megjelent APG III-rendszer is elfogadta.